# Straight from the Shoulder (film 1921)
Straight from the Shoulder è un film muto del 1921 diretto da Bernard Durning. Prodotto e distribuito dalla Fox Film Corporation, aveva come interpreti Buck Jones, Helen Ferguson, Norman Selby, Frances Hatton, Herschel Mayall.

## Trama
Bill Higgins arriva in una piccola cittadina mineraria disturbandone la quiete e mettendola a soqquadro. Per fermarlo, durante un duello Buck finisce per ferirlo, ma poi se ne prende cura. Scopre così che Bill, un abitante della Peaceful Valley, è stato buttato fuori di casa dalla moglie perché beveva. Buck decide di andare nella valle e lì si rende subito conto delle manovre poco chiare di Williams, sovrintendente disonesto di una miniera. Martin, il proprietario, prende allora lui, soprannominato "il mediatore", come nuovo sovrintendente. Williams, naturalmente, non è d'accordo e, per vendetta, incita allo sciopero i minatori. Non solo, minaccia pure di fare saltare in aria la miniera. Buck porterà la pace, eviterà lo sciopero e pure un furto d'oro, conquistando il cuore di Maggie, una ragazza che accetterà di sposarlo. Con la pace ritrovata, anche Bill viene perdonato e potrà ritornare a casa dalla moglie.

## Produzione
La lavorazione del film, prodotto dalla Fox Film Corporation con il titolo di lavorazione The Mediator, ebbe inizio a fine marzo 1921.

## Distribuzione
Il copyright del film, richiesto dalla Fox Film Corp., fu registrato il 19 giugno 1921 con il numero LP16701. Nello stesso giorno, distribuito dalla Fox Film Corporation e presentato da William Fox, il film uscì nelle sale statunitensi.
Non si conoscono copie ancora esistenti della pellicola che viene considerata presumibilmente perduta.